# Irena Gieysztorowa (geograf)

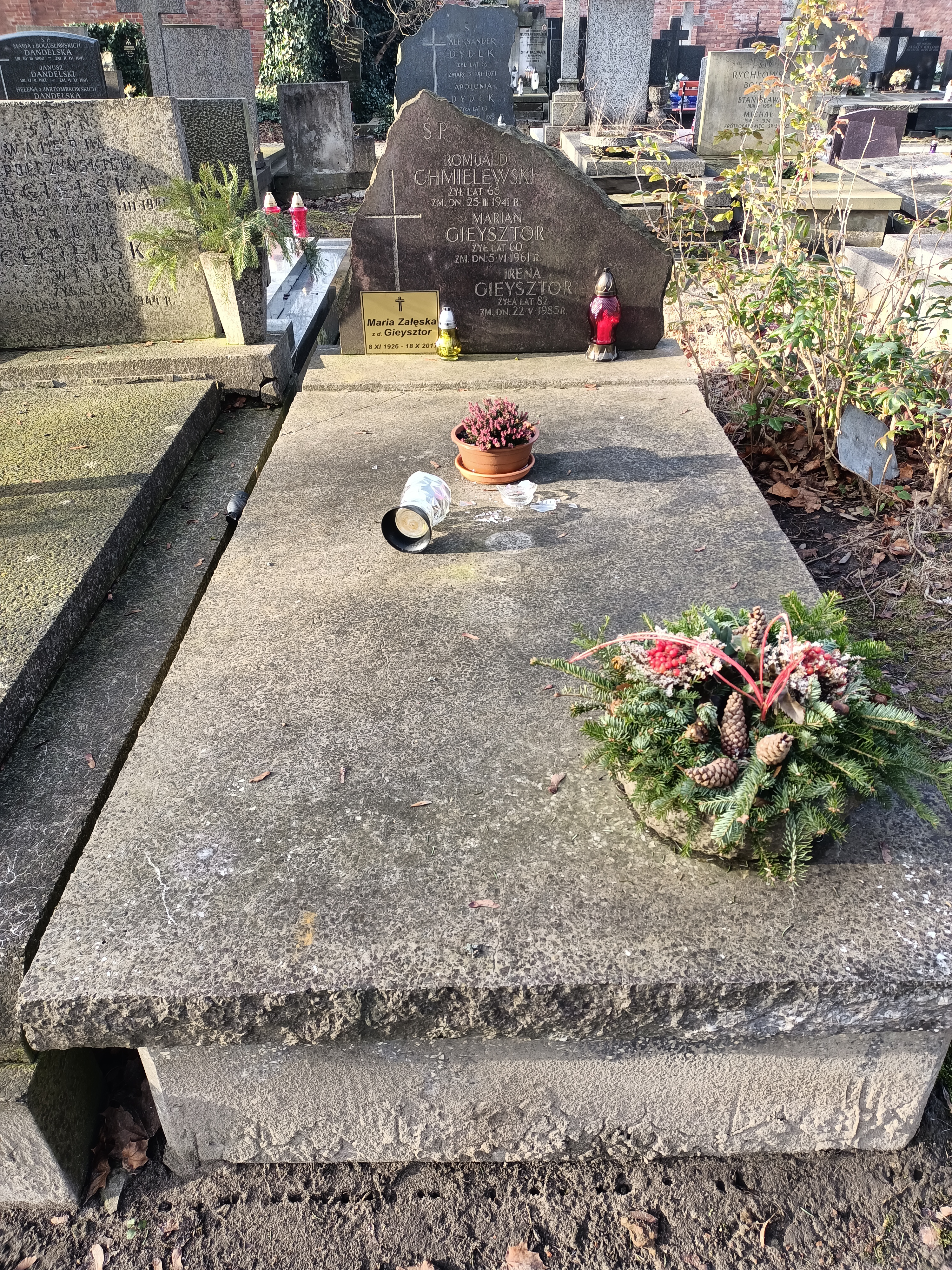
Grób Ireny Gieysztor cmentarzu Powązkowskim w Warszawie

Irena Gieysztorowa z domu Chmielewska (ur. 15 listopada 1902 w Petersburgu, zm. 23 maja 1985 w Otwocku) – polska geograf, hydrolog, taterniczka. W latach 1949–1972 pracownik dydaktyczno-naukowy Instytutu Geograficznego Uniwersytetu Warszawskiego w Katedrze Geografii Fizycznej kierowanej przez prof. dr. Jerzego Kondrackiego. Doktorat w 1960 r. na podstawie pracy pt. „Bilans wodny Białki i Potoku Kościeliskiego” wykonanej pod opieką prof. dr Jerzego Kondrackiego

## Życie prywatne
Żona prof. dr hab. Mariana Gieysztora (1901–1961), hydrobiologa. Taternictwo uprawiała początkowo z mężem Marianem, potem m.in. ze Stanisławem Grońskim. Spoczywa na cmentarzu Powązkowskim w Warszawie (kwatera 299b-3-24).

## Publikacje
- (przekład) Vadim I. Magidowicz, Zarys historii odkryć geograficznych, tł. z jęz. ros. Irena Gieysztor, Warszawa: Książka i Wiedza 1952, 464 ss.
- Katalog jezior polskich. Cz. 13, Jeziora suwalskie, red. Jerzy Kondracki. Biuletyn Geograficzny Polskiego Towarzystwa Geograficznego, nr 15, Warszawa 1953, 28 ss. ISSN 0406-3732.
- (przekład) Stanisław Lencewicz, Pisma wybrane z geografii fizycznej Polski, tł. z jęz. franc. Maria Chelińska, Irena Gieysztorowa, Wiesława Richling-Kondracka, wybór i przedm. Jerzy Kondracki, Warszawa: PWN 1957, 447 ss.
- Próba obliczenia gradientu opadowego w Tatrach Polskich. Gospodarka Wodna, R. XX, z. 4, 1960, s. 168–170.
- (przekład) Stanisław Kalesnik, Geografia fizyczna ogólna, z ros. przeł. Irena Gieysztorowa i Jerzy Kondracki, Warszawa: Państwowe Wydawnictwo Naukowe 1961 (wiele wydań).
- Studia hydrologiczne nad potokami tatrzańskimi. Prace Geograficzne Instytutu Geografii PAN, nr 26, 1961, 80 ss. (praca doktorska) ISSN 0373-6547.
- Uwagi o opadach w Tatrach Polskich. Przegląd Geograficzny, T. 34, z. 3, 1962, s. 527–540.
- Studium porównawcze nad bilansami wodnymi dwóch zlewni tatrzańskich. Przegląd Geograficzny, T. 38, z. 4, 1966, s. 673–698.
- (przekład) Sergej P. Hromow, Meteorologia i klimatologia, z ros. przeł. Irena Gieysztorowa, Warszawa: PWN 1969 (wiele wydań).